# 幻想迷宮書店
幻想迷宮書店(げんそうめいきゅうしょてん)は、Amazon Kindle用の電子書籍を作成・出版しているブランド。代表は酒井武之。

## 概要
創土社で2001年からゲームブックの編集・出版に携わっていた酒井武之が2014年に退社後、別の会社で電子書籍の制作などを学んだ後に、独立して2016年3月にオープンした電子書籍ストア。最初のリリース作品は鈴木直人の「ドルアーガの塔」三部作。

## 出版物

### ゲームブック関連
- 鈴木直人『ドルアーガの塔』三部作『パンタクル1』『パンタクル2』『ティーンズ・パンタクル』『ブラックオニキス・リビルド』
- 森山安雄『展覧会の絵』
- 松友健『魔人竜生誕』『夢幻の双刃』『バリアントナイト』
- 鳥井架南子『悪夢の妖怪村』『悪夢のマンダラ郷』『悪夢の幽霊都市』
- ナゾトキブック『Domino』『エリザベス姫と古びた城』
- 波刀風賢治『護国記』
- 外城わたる編『絶対に読みたいゲームブック40選』
- 思緒雄二『送り雛は瑠璃色の』『顔のない村』
- 上家潮巳『ラグーサ城攻防戦』
- ジョナサン・グリーン『悪夢の国のアリス』（綿峰一斎訳）

### 小説
- ベニー松山『隣り合わせの灰と青春』『不死王』『風よ。龍に届いているか』『墜ちて修羅、鋼刃舞うは極夜の空』
- アンソニー・ホープ『ゼンダ城の虜』（枯葉訳）
- ウォルター・スコット『アイヴァンホー』（堂本秋次訳）